# Croton splendidus
Espèce
Classification APG II (2003)
Croton splendidus est une espèce de plantes à fleurs du genre Croton et de la famille des Euphorbiaceae, présente au sud-est du Brésil.